# Taccjana Troina
Taccjana Uladzimiraŭna Troina (in bielorusso Таццяна Уладзіміраўна Троіна?; Minsk, 30 giugno 1981) è un'ex cestista bielorussa.
Alta 185 cm, giocava come ala.

## Carriera
Con la Bielorussia ha disputato due edizioni dei Giochi olimpici (Pechino 2008, Rio de Janeiro 2016), due dei Campionati mondiali (2010, 2014) e quattro dei Campionati europei (2007, 2009, 2011, 2015).